# Economía de la atención
La economía de la atención comprende aquellas actividades empresariales, especialmente de empresas que basan su negocio en la publicidad, por las que tratan de maximizar el tiempo y la atención que los usuarios prestan a sus productos o servicios.
A través de este enfoque para la gestión de la información se trata la atención humana como un bien escaso y se aplica la teoría económica para resolver diversos problemas de gestión de la información. Dicho simplemente por Matthew Crawford, "la atención es un recurso: una persona tiene solo una gran parte de ella".
 

Desde esta perspectiva, Thomas H. Davenport y J. C. Beck (2001) definen el concepto de atención como: 
 La atención se centra en el compromiso mental en un elemento particular de información. Los artículos llegan a nuestro conocimiento, atendemos a un artículo en particular y luego decidimos si actuar. 
 A medida que el contenido se ha vuelto cada vez más abundante e inmediatamente disponible, la atención se convierte en el factor limitante en el consumo de información. Un fuerte desencadenante de este efecto es que la capacidad mental de los humanos es limitada y, por lo tanto, la receptividad de la información también es limitada. La atención se utiliza para filtrar la información más importante del cerebro humano de un gran conjunto de información que rodea al ser humano en la era digital.
Una serie de aplicaciones de software, ya sea explícita o implícitamente, tienen en cuenta la economía de la atención en el diseño de su interfaz de usuario, basándose en la constatación de que si al usuario le lleva demasiado tiempo localizar algo, lo encontrará a través de otra aplicación. Esto se hace, por ejemplo, creando filtros para asegurarse de que el primer contenido que ve el espectador sea relevante, de interés o con la aprobación de la demografía. Un esquema publicitario basado en la atención puede describir la medición del número de "globos oculares" por los cuales se ve el contenido.

## Historia
Herbert A. Simon fue quizás la primera persona en articular el concepto de economía de la atención cuando escribió: 
 En un mundo rico en información, la riqueza de información significa una escasez de otra cosa: la escasez de lo que sea que la información consuma. La información que consume es bastante obvia: consume la atención de sus destinatarios. Por lo tanto, una gran cantidad de información crea una pobreza de atención y la necesidad de asignar esa atención eficientemente entre la abundancia de fuentes de información que podrían consumirla. (Simon, 1971) 
 Señaló que muchos diseñadores de sistemas de información representaban incorrectamente su problema de diseño como escasez de información en lugar de escasez de atención, y como resultado construyeron sistemas que sobresalían en proporcionar más y más información a las personas, cuando lo que realmente se necesitaban eran sistemas que sobresalieran en el filtrado de información poco importante o irrelevante (1996). 
En los últimos años, la caracterización de Simon de la sobrecarga informativa como problema económico se ha vuelto más popular. Los estrategas empresariales como Thomas H. Davenport o Michael H. Goldhaber han adoptado el término "economía de la atención". 
Algunos escritores incluso han especulado que las "transacciones de atención" reemplazarán las transacciones financieras como el foco de nuestro sistema económico (Goldhaber 1997, Franck 1999). Los investigadores de sistemas de información también han adoptado la idea, y están comenzando a investigar los diseños de mecanismos que se basan en la idea de crear derechos de propiedad en atención.  

## Intangibles
Según el experto en cultura digital Kevin Kelly, la economía de la atención moderna es cada vez más donde el producto de consumo no cuesta prácticamente nada para reproducirse y el problema que enfrenta el proveedor del producto radica en agregar valiosos intangibles que no se pueden reproducir a cualquier costo. Identifica estos intangibles como:
1. Inmediatez: acceso prioritario, entrega inmediata
2. Personalización: a medida para usted
3. Interpretación - apoyo y orientación
4. Autenticidad: ¿cómo puede estar seguro de que es real?
5. Accesibilidad: donde sea, cuando sea
6. Realización - libros, música en vivo
7. Patrocinio - "pagar simplemente porque se siente bien",
8. Capacidad de búsqueda: "Cuando hay millones de libros, millones de canciones, millones de películas, millones de aplicaciones, millones de todo lo que solicita nuestra atención, y la mayoría de ellos de forma gratuita, es valioso".[8]

## Atención social, atención colectiva
La economía de la atención también es relevante para la esfera social. Más específicamente, la atención a largo plazo también puede considerarse de acuerdo con la atención que una persona dedica a gestionar sus interacciones con los demás. Dedicar demasiada atención a estas interacciones puede conducir a una "sobrecarga de interacción social", es decir, cuando las personas se sienten abrumadas en la gestión de sus relaciones con los demás, por ejemplo, en el contexto de servicios de redes sociales en los que las personas son objeto de un alto nivel de solicitudes sociales. Los medios digitales e Internet facilitan la participación en esta economía, al crear nuevos canales para distribuir la atención. Las personas comunes ahora están facultadas para llegar a una audiencia amplia, publicando su propio contenido y comentando el contenido de los demás.
La atención social también puede asociarse a la atención colectiva, es decir, cómo "la atención a los temas nuevos se propaga y finalmente se desvanece entre las grandes poblaciones" (2007). 

## Aplicaciones

### En publicidad
La "economía de la atención" trata la atención de un consumidor potencial como un recurso. Los anunciantes de medios tradicionales siguen un modelo lineal que llamaron AIDA - Atención, Interés, Deseo y Acción. Por lo tanto, la atención es una etapa importante y la primera en el proceso de conversión de los no consumidores. Dado que el costo de transmitir publicidad a los consumidores ahora es lo suficientemente bajo como para que se puedan transmitir más anuncios a un consumidor (por ejemplo, a través de publicidad en línea) de los que el consumidor puede procesar, la atención del consumidor se convierte en el recurso escaso que se debe asignar. Dolgin también afirma que una superfluidez de información puede dificultar la toma de decisiones de una persona que sigue buscando y comparando productos siempre que prometa proporcionar más de lo que está gastando.

### Contaminación informativa
Diversas formas de información (spam, publicidad) pueden ser entendidas como una forma de contaminación o externalidad perjudicial. En economía, una externalidad es un subproducto de un proceso de producción que impone cargas (o proporciona beneficios) a otras partes que no sean el consumidor previsto de un producto. Por ejemplo, la contaminación del aire y del agua son externalidades 'negativas' que imponen cargas a la sociedad y al medio ambiente.     

#### Correo electrónico no deseado
Enviar un gran número de mensajes de correo electrónico cuesta muy poco a los remitentes de correo no deseado, ya que los costos de los mensajes de correo electrónico se reparten entre los proveedores de servicios de Internet que los distribuyen (y los destinatarios que deben prestar atención para tratarlos). Por lo tanto, enviar la mayor cantidad de spam posible es una estrategia racional: incluso si solo el 0.001% de los destinatarios (1 en 100,000) se convierte en una venta, una campaña de spam puede ser rentable. Los spammers exigen una valiosa atención de los clientes potenciales, pero evitan pagar un precio justo por esta atención debido a la arquitectura actual de los sistemas de correo electrónico.       
Los partidarios de los mercados de atención para controlar el correo no deseado afirman que sus soluciones son superiores a las alternativas para gestionar los usos de los sistemas de información en los que no hay consenso sobre la cuestión de si es contaminación o no. [cita requerida]   Por ejemplo, el uso de correo electrónico o mensajes de texto para obtener apoyo político o por organizaciones benéficas sin fines de lucro puede ser considerado spam por algunos usuarios, pero el uso legítimo por parte de otros. Las leyes contra el spam ponen el poder de tomar esta decisión en manos del gobierno, mientras que las soluciones tecnológicas, como las tecnologías de filtrado, ponen en manos de empresas privadas o usuarios tecnológicamente expertos. Los partidarios afirman que una solución neoliberal basada en el mercado permite la posibilidad de una negociación individual sobre el valor de un mensaje dado en lugar de una decisión unilateral de una parte controladora [cita requerida]   . 

#### Spam web
A medida que los motores de búsqueda se han convertido en un medio principal para encontrar y acceder a información en la web, las altas clasificaciones en los resultados de ciertas consultas se han convertido en productos valiosos, debido a la capacidad de los motores de búsqueda para enfocar la atención de los usuarios. Al igual que otros sistemas de información, la búsqueda en la web es vulnerable a la contaminación: "Debido a que el entorno web contiene empresas que buscan ganancias, las estrategias para captar la atención evolucionan en respuesta a los algoritmos de los motores de búsqueda" (Page, 1998). Se estima que la explotación exitosa de tales estrategias, conocidas como spam web, es un negocio potencial de $ 4.5 mil millones por año (2004). 
Dado que la mayoría de los principales motores de búsqueda ahora se basan en alguna forma de PageRank (recuento recursivo de hipervínculos a un sitio) para determinar la clasificación de los resultados de búsqueda, ha surgido un mercado gris en la creación y comercialización de hipervínculos. Los participantes en este mercado participan en una variedad de prácticas conocidas como spam de enlaces, agricultura de enlaces y enlaces recíprocos . 
Otro tema, similar al tema discutido anteriormente sobre si considerar o no las campañas políticas de correo electrónico como spam, es qué hacer con las campañas de enlaces con motivación política o las bombas de Google. Actualmente, los principales motores de búsqueda no los tratan como spam web, pero esta es una decisión tomada unilateralmente por empresas privadas. No hay oportunidad de negociación sobre la cuestión de cuál es el uso apropiado de la atención expresada mediante hipervínculos. Queda por ver si un enfoque basado en el mercado podría proporcionar un manejo más flexible de estas áreas grises. 

### Generación de ventas
El modelo de inclusión paga, así como redes publicitarias más generalizadas como Yahoo! Publisher Network y AdSense de Google funcionan tratando la atención del consumidor como propiedad del motor de búsqueda (en el caso de la inclusión paga) o del editor (en el caso de las redes publicitarias). Esto es algo diferente de los usos antispam de los derechos de propiedad en la atención, que tratan la atención de un individuo como de su propiedad. 

### En inglés
- Video podcast sobre la economía de la atención
- The Ingenesist Project - El próximo paradigma económico

- Datos: Q295287
- Multimedia: Attention economy / Q295287